# ゴンザレス (ミサイル駆逐艦)
|          | |
| 艦歴     | |
| 発注     | 1991年1月16日                                                                                              |
| 起工     | 1994年2月3日                                                                                               |
| 進水     | 1995年2月18日                                                                                              |
| 就役     | 1996年10月12日                                                                                             |
| 退役     | |
| その後   | 就役中 |
| 要目     | |
| 排水量   | 満載: 8,362 トン                                                                                           |
| 全長     | 153.9 m (505 ft)                                                                                           |
| 全幅     | 20.1 m (66 ft)                                                                                             |
| 吃水     | 9.4 m (31 ft)                                                                                              |
| 機関     | COGAG方式                                                                                                  |
| 機関     | LM 2500-30ガスタービンエンジン (27,000shp) ×4基                                                            |
| 機関     | 可変ピッチプロペラ（5翅）×2軸                                                                              |
| 最大速   | 31ノット                                                                                                   |
| 航続距離 | 4,400 海里（20ノット時）                                                                                   |
| 乗員     | 士官、兵員 337名                                                                                           |
| 兵装     | Mk.45 mod.2 5インチ単装砲 ×1基                                                                             |
| 兵装     | Mk.38 25mm単装機関砲 ×2基                                                                                  |
| 兵装     | Mk.15 20mmCIWS×2基                                                                                         |
| 兵装     | M2 12.7mm機銃 ×4挺                                                                                         |
| 兵装     | Mk.41 mod.2 VLS ×90セル - SM-2MR/ER SAM - SM-3 ABM - ESSM 短SAM - VLA SUM - トマホーク SLCM などを発射可能 |
| 兵装     | ハープーンSSM 4連装発射筒×2基                                                                              |
| 兵装     | Mk.32 3連装短魚雷発射管×2基                                                                                |
| 艦載機   | ヘリコプター甲板のみ, 格納庫なし                                                                           |
| C4ISTAR  | AWS B/L 5 (Mk.99 GMFCS×3基)                                                                                |
| C4ISTAR  | AN/SQQ-89                                                                                                  |
| センサ   | AN/SPY-1D 多機能レーダー×4面                                                                               |
| センサ   | AN/SPS-67 対水上レーダー×1基                                                                               |
| センサ   | AN/SQS-53C艦首装備ソナー                                                                                   |
| センサ   | AN/SQR-19 曳航ソナー                                                                                       |
| 電子戦   | AN/SLQ-32(V)2 ESM装置                                                                                      |
| 電子戦   | Mk.36 mod.12 デコイ発射装置                                                                                |
| モットー | Beyond the Call                                                                                            |

ゴンザレス (英語: USS Gonzalez, DDG-66) は、アメリカ海軍のミサイル駆逐艦。アーレイ・バーク級ミサイル駆逐艦の16番艦。艦名はベトナム戦争で名誉勲章を受章したアメリカ海兵隊のアルフレード・カントゥ・ゴンザレス軍曹に因む。

## 艦歴
ゴンザレスは1999年にNATO軍としてアライド・フォース作戦に参加、セルビア領内の目標に対してトマホーク巡航ミサイルを発射した。2005年にはソマリア沖の海賊による攻撃からクルーズ客船シーボーン・スピリットを護衛した。
2006年3月1日、ゴンザレスは2月18日にエンジンと舵を破損したイラン船の乗組員を救助した。乗組員はイラン側に引き渡された。
2006年3月18日に、ゴンザレスはケープ・セント・ジョージと共にソマリア沖合で海賊と交戦した。両艦は約25海里に渡って銃撃戦を行い、海賊1名が死亡し、5名が負傷したと報告された。
2006年7月17日にCNNはイスラエル国防軍によるレバノン侵攻で、アメリカ国民の救助作業にゴンザレスが展開するだろうと報じた。
2006年7月26日、シカゴ・トリビューンのフランク・ジェームスはゴンザレスの救助作業について報告した。